# Chibante-assobiador
O chibante-assobiador (nome científico: Laniisoma elegans) é uma espécie de ave passeriforme pertencente à família dos titirídeos (Tityridae). Foi o único membro do gênero Laniisoma, mas vários autores sustentam hoje que se divide em mais de uma espécie. É nativo da América do Sul.

## Distribuição e habitat
Distribuído de forma disjunta, o grupo andino (buckleyi) é encontrada no sopé dos Andes desde o oeste da Venezuela, passando pela Colômbia, Equador, Peru até o norte da Bolívia. Já o grupo elegans se encontra no leste e sudeste do Brasil. Esta espécie é considerada rara e local nos seus habitats naturais; as florestas úmidas tropicais e subtropicais, de baixa altitude e montanhosas, na Mata Atlântica e no sopé dos Andes, entre 400 e 1 350 de altitude. Na Venezuela, em especial, foi registrado abaixo dos 200 metros de altitude.

## Descrição
O chibante-assobiador mede entre 16 e 17,5 centímetros de comprimento e pesa entre 41 e 51 gramas. O macho tem uma coroa preta e anel ocular amarelo, com parte superior verde azeitona. É amarelo brilhante com escamas pretas no peito, flancos inferiores e criso. A fêmea é semelhante, mas com uma coroa morena e todas as partes inferiores marcadamente escamadas de preto. Os imaturos são como as fêmeas, mas com grandes manchas avermelhadas nas pontas da cobertura de penas. Foi proposto que, tal como os filhotes de chorona-cinza, os filhotes de chibante-assobiador tenham uma aparência felpuda que os assemelhe às lagartas cabeludas de uma mariposa pertencente à família dos megalopigídeos (Megalopygidae), porém ainda são necessárias obnservações mais detalhadas. Nas populações andinas (grupo Buckleyi) o macho tem menos escamação preta e a fêmea a mesma escamação notável, mas tem uma coroa verde-oliva uniforme.

## Comportamento
O chibante-assobiador é uma espécie rara e incomum, geralmente vista solitária em todos os níveis da floresta, mas na maioria das vezes não muito alto. No leste do Brasil é localmente migratória durante o inverno e a primavera, aparecendo no interior da costa. Alimenta-se de frutas e insetos que às vezes procura junto com bandos mistos. Foi observada em arbustos mesofilos residuais no planalto paulista se alimentando de frutos de café-de-bugre (Cordia ecalyculata) e morototó (Schefflera morototoni) juntamente com a pomba-galega (Columba cayennensis) nos meses de julho e início de outubro. No leste do Brasil, se reproduz nos meses de verão nas encostas costeiras. O canto do macho é uma série de 8-10 notas psii-yi enfáticas, penetrantes e de alta escala (muitas vezes começando com várias notas psii), dadas a partir de um ramo baixo e desobstruído, abrindo amplamente o bico, abaulando a garganta e abaixando a cauda a cada chamada.

## Sistemática
A espécie L. elegans foi descrita pela primeira vez pelo naturalista sueco Carl Peter Thunberg em 1823 sob o nome científico de Ampelis elegans; a localidade tipo é "montanhas do Rio de Janeiro, Brasil". O nome neutro do gênero Laniisoma é composto pelo gênero Lanius e a palavra grega sōma, sōmatos ("corpo"), significando "com o corpo como um Lanius"; e o nome da espécie elegans, vem do latim elegans, elegantis ("elegante, fino"). O Congresso Ornitológico Internacional (IOC), Birds of the World (HBW) e BirdLife International (BLI) consideram o grupo de subespécies andinas venezuelano, buckleyi e cadwaladeri, como uma espécie separada: o chibante-andino (Laniisoma buckleyi), seguindo Ridgely & Greenfield (2001) e Hilty (2003), com base nas diferenças morfológicas, principalmente na plumagem e na vocalização.

### Subespécies
De acordo com a classificação taxonômica de Clements v.2018, são reconhecidas quatro subespécies, com sua distribuição geográfica correspondente:
- Grupo politípico buckleyi:
- Laniisoma elegans venezuelense Phelps, Sr. & Gilliard, 1941 - sopé dos Andes orientais no oeste da Venezuela (Táchira, Barinas) e Colômbia (Boyacá).
- Laniisoma elegans buckleyi (P. L. Sclater & Salvin, 1880) - sopé dos Andes no Ecuador e Peru.
- Laniisoma elegans cadwaladeri Carriker, 1935 - sopé dos Andes ao norte da Bolívia (La Paz).
- Grupo monotípico elegans:
- Laniisoma elegans elegans (Thunberg, 1823) - sudeste do Brasil (do sul da Bahia (ao menos antes) ao sul até São Paulo e leste do Paraná). Recentemente registrado em Alagoas e Goiás. Recientemente registrada en Alagoas y Goiás.[14][15]

De acordo com revisões recentes, as subespécies propostas venezuelense e cadwaladeri seriam indistinguíveis de buckleyi e, portanto, ambos os táxons, este e elegans, quando separados, seriam monotípicos.

## Conservação
Em 2005, foi classificado como vulnerável na Lista de Espécies da Fauna Ameaçadas do Espírito Santo; em 2010, como vulnerável na Lista de Espécies Ameaçadas de Extinção da Fauna do Estado de Minas Gerais e sob a rubrica de dados insuficientes no Livro Vermelho da Fauna Ameaçada no Estado do Paraná; em 2014, como em perigo no Livro Vermelho da Fauna Ameaçada de Extinção no Estado de São Paulo; em 2017, como em perigo na Lista Oficial das Espécies da Fauna Ameaçadas de Extinção do Estado da Bahia; e em 2018, como quase ameaçado na Lista Vermelha do Livro Vermelho da Fauna Brasileira Ameaçada de Extinção do Instituto Chico Mendes de Conservação da Biodiversidade (ICMBio). A União Internacional para a Conservação da Natureza (UICN / IUCN), em sua Lista Vermelha, decidiu classificar o chibante-assobiador como quase ameaçado, pois seu habitat sofreu intensa degradação e destruição, o que teria causado, pelas estimativas, um declínio populacional moderado da espécie.